# Phrynichos le Comique
Pour les articles homonymes, voir Phrynichos.
Phrynichos (en grec ancien Φρύνιχος / Phrúnikhos) est un poète comique grec du Ve siècle av. J.-C. (Il est nommé ainsi pour le différencier de son contemporain Phrynichos le Tragique.)

## Biographie
Reconnu surtout pour la lourdeur et la vulgarité des plaisanteries dans ses pièces, il est cité par quelques auteurs mieux conservés par la postérité, comme Plutarque ; seuls quelques vers, ainsi que les noms de ses œuvres, sont parvenus jusqu’à nous.
- Monotropos : représentée la même année que les Oiseaux d’Aristophane (-414)
- Les Muses : obtint le second prix du concours de l’année de sa présentation, qui fut représentée la même année que Les Grenouilles d'Aristophane (-405)
- Connos (Κοννος) : pièce qui se moque d’un professeur de musique nommé Connos, vainqueur aux jeux olympiques souvent raillé, surnommé le « professeur pour vieillards »[1] depuis que Socrate, déjà âgé, vient lui demander des leçons[2].

Plutarque, dans sa Vie d'Alcibiade, cite un vers de l’une de ses pièces :

« Hermès très-cher, prends garde de tomber./Si tu te brisais, ce serait un beau sujet de calomnie/Pour quelque autre Dioclidas, qui rêve un mauvais coup./— Je prendrai garde ; car je ne veux pas qu’un Teucros,/Un scélérat d’étranger, reçoive l’argent qu’on paie aux délateurs. »

Dans Les Grenouilles, Aristophane se moque de l'utilisation qu'il fait des porteurs de fardeaux dans ses comédies.
Phrynichos a écrit une épitaphe en hommage à Sophocle, dont il fut contemporain :

« Heureux Sophocle ! Il est mort après une longue vie. Il a eu chance et talent. Il a fait quantité de belles tragédies et il a obtenu une belle fin sans avoir jamais subi aucun malheur. »